# Моргунов Микола Вікторович
Моргунов Микола Вікторович(нар. 09.02.1909 Макіївка — пом. 1980 Санкт-Петербург — український військовик, учасник німецько-радянської війни. Генерал-лейтенант.

## Біографія
Народився 9 лютого 1909 року у місті Макіївка Донецької області. У Червоній Армії з 1932 року. Закінчив Саратовську бронетанкову школу (1934). Служив на посадах командира взводу, роти, начальника 1-ї частини штабу бригади, командира батальйону, бригади, корпусу. У 1952 році закінчив академічні курси при Академії Генерального штабу Радянської Армії. Був представником Організації Варшавського договору в Болгарській народній армії. Помер у 1980 році, похований у Санкт-Петербурзі. Нагороджений 10 орденами і декількома медалями.

## Участь уДругій світовій війні
Учасник німецько-радянської війни з жовтня 1941 року. В 1943 році закінчив курси удосконалення при Військовій академії бронетанкових і механізованих військ. Командував 200-ю, а з 23 жовтня 1943 року — 45-ю гвордійською танковою бригадою 6-го, а з жовтня 1943 року — 11-го гвардійського танкового корпусу.

## Рядки історії Буковини
- «28 березня 1944 року першими у місто Кіцмань ввійшли воїни 45-ї танкової бригади полковника М. В. Моргунова, які переслідували ворога в напрямі Чернівців».
- «45-а гвардійська танкова бригада, якою командував полковник М. В. Моргунов, обійшла місто Чернівці з заходу, а 64-а танкова бригада підполковника І. Н. Бойка — зі сходу. Під загрозою оточення фашистські війська в Чернівцях позбулися можливості енергійно оборонятися. Вуличні бої розгорнулися лише на околиці — в районі залізничної станції Північна (Моши)». Бригада М. В. Моргунова брала участь у звільненні Кіцманського, Сторожинецького, Глибоцького, Герцаївського районів Чернівецької області.